# Pseudosparianthis jayuyae
Pseudosparianthis jayuyae là một loài nhện trong họ Sparassidae.
Loài này thuộc chi Pseudosparianthis. Pseudosparianthis jayuyae được Alexander Petrunkevitch miêu tả năm 1930.